# 文峰街道 (宝丰县)
文峰街道，原名杨庄镇，是中华人民共和国河南省平顶山市宝丰县下辖的一个乡镇级行政单位，2021年撤镇设街道，并将原城关镇的大寺、群英、友好、民兴居民委员会，和原肖旗乡的里营、三里营、郭庄、五里头村划入街道。

## 行政区划
文峰街道下辖以下地区：
范庄社区、永安社区、和平社区、姜湾社区、王铁庄社区、姬袁庄社区、杨庄社区、小店村、马北村、马南村、胡庄村、薛坦村、东彭庄村、同岭村、柳沟营村、白水营村、石洼村、崔庄村、石灰窑村、大温庄村、李庄村、朱庄村、西彭庄村、堂洼村、马山根村和宋湾村。

## 中国传统村落
2012年，马街村被评为首批“中国传统村落”。